# A Thing or Two in Movies
A Thing or Two in Movies è un cortometraggio muto del 1915 diretto da Marshall Neilan.
È il quarto episodio della serie The Chronicles of Bloom Center.

## Produzione
Il film fu prodotto dalla Selig Polyscope Company.

## Distribuzione
Distribuito dalla General Film Company, il film - un cortometraggio in due bobine - uscì nelle sale cinematografiche statunitensi il 22 novembre 1915.